# Ekodozor
Ekodozor, celým názvem ekologicko-biologický dozor stavby, zkráceně EBD je smluvní dozorový orgán plošné či liniové stavby, zřízený investorem nebo zhotovitelem stavby (může být za určitých okolností doporučen či nařízen oprávněným a územně příslušným orgánem státní správy), a to účelově pro konkrétní stavbu anebo její vymezitelnou část.
Mezi hlavní povinností ekodozoru patří dozorovat, monitorovat, dokumentovat a ovlivňovat průběh stavby ve smyslu dodržování zákona 114/92 Sb. v platném znění, a vyhlášky 395/92 Sb. v platném znění (při minimálním rozsahu pověření), a to dle projektu stavby, vydaných výjimek z druhové ochrany a ochrany chráněných územní, systému USES, atp. Popřípadě, dle potřeby investora či zhotovitele stavby ekodozor vykonává i jiné dozorové činnosti, jako například dodržování zákona o ochraně vod, ovzduší, nakládání s odpady atp. (Rozsah činnosti ekodozoru vyplývá ze smluvního vztahu, a to v případě malých staveb formou objednávky, u větších staveb pak smlouvou o dílo).
Ekodozor zajišťuje výkon ochrany přírody na stavbě a řídí i navazující ekologickou službu, pokud byla ekologická služba pro danou stavbu určena.
Ekodozorem se může stát výhradně buď oprávněná osoba ve smyslu zákona 114/92 Sb., mající doložitelně nejméně tříletou praxi v oboru ekologického dozorování staveb, anebo musí mít doložitelně nejméně pětiletou praxi v oboru ekologického dozorování staveb. Obojí je rovnocenné, neboť praxe je zde nejdůležitějším faktorem.
Ekodozor nesmí být v žádném organizačním spojení s investorem, ani zhotovitelem stavby, musí být tedy nezávislým orgánem.
Náklady na ekodozor hradí buď investor, nebo zhotovitel, případně se o náklady mohou dělit.